# Szczasływe (rejon berysławski)
Szczasływe (ukr. Щасливе, poprzednia nazwa Karło-Marksiwśke, ukr. Карло-Марксівське) – wieś na Ukrainie, w obwodzie chersońskim, w rejonie berysławskim. W 2001 liczyła 129 mieszkańców, spośród których 128 posługiwało się językiem ukraińskim, a 1 rosyjskim.